# 1 (број)
1 (један) је број, нумерал и име глифа који представља тај број. То је природни број који се јавља после броја 0, а претходи броју 2.
Стари Хелени један нису сматрали бројем. То је за њих била монада, једнота, нераздељива целина. Сматрали су да се јединица не може раздељивати без губљења својства једне целине, једноте. Тек је два било мноштво, те је представљало број.
Број један се не сматра ни простим ни сложеним бројем, мада постоје мишљења да би га требало сматрати простим бројем. У 20. веку дефинитивно је уклоњен из тог списка, а последњи математичар који га јесте сматрао простим је Анри Лебеск (1875—1941).
Број 1 не може бити основа позиционог бројног система јер су сви степени броја 1 и даље 1.

## Као број
Један, који се понекад назива јединица, први је природни број различит од нуле. Дакле, то је цео број после нуле.
Сваки број помножен са један остаје тај број, јер је један идентитет за множење. Као резултат, 1 је сопствени факторијел, сопствени квадрат и квадратни корен, сопствена куб и кубни корен, и тако даље. Један је такође резултат празног производа, као што је сваки број помножен са јединицом сам по себи. То је такође једини природан број који није ни композитан ни прост у односу на дељење, већ се уместо тога сматра јединицом (значење теорије прстенова).

## Еволуција развоја графичког исписа знака
Графички облик који се данас користи за испис бројке 1, усправна линија, често са малим серифом на врху и понекад са кратком линијом у подножју, вуче корене од Брахмана у Индији који су писали 1 са једном положеном линијом. У кинеском језику и данас се тако пише број 1. Гупте су исписивали ту црту закривљено, а Нагари су понекад додавали мали кружић са леве стране. Овај знак, који мало личи на положену бројку 9 се данас може наћи у Гуџарати и Пенџаби писму. У непалском писмо је црта заокренута надесно али са истим кружићем на врху. Овај кружић је постао цртица на врху усправне линије, а доња линија која се понекад исписује је потекла од исписа римске бројке I. У неким језицима (немачки) се мала коса црта претвара у велику хоризонталну, што понекад може довести до замене са бројком 7 код других народа. Тамо где се 1 пише са великом хоризонталном цртом 7 се пише са још једном хоризонталном линијом преко вертикалне.
У фонтовима са словима и цифрама, 1 је типично исте висине као мало слово X, на пример, .

## У математици
За сваки број x важи:
x·1 = 1·x = x
x/1 = x
x1 = x, 1x = 1
x0 = 1, ако је x различито од 0
x↑↑1 = x и 1↑↑x = 1
У десетичном бројном систему важи следећа тврдња:
{\displaystyle 1=0.999\dots =0.{\dot {9}}}
где тачка изнад 9 означава да се 9 понавља бесконачан број пута.

### Дефиниције
Математички, 1 је:
- у аритметици (алгебри) и рачуну, природни број који следи 0 и мултипликативни елемент идентитета целих, реалних и комплексних бројева;
- уопштеније, у алгебри, мултипликативни идентитет (који се назива и јединство), обично групе или прстена.

Формализације природних бројева имају своје репрезентације 1. У Пеановим аксиомима, 1 је наследник 0. У Principia Mathematica је дефинисан као скуп свих синглетона (скупова са једним елементом), а у Фон Нојмановом кардиналном додељивању природних бројева, дефинише се као скуп {0}.
У мултипликативној групи или моноиду, елемент идентитета се понекад означава са 1, али e (од немачког Einheit, „јединство“) је такође традиционално. Међутим, 1 је посебно уобичајен за мултипликативни идентитет прстена, тј. када су такође присутни сабици и 0. Када такав прстен има карактеристику n која није једнака 0, елемент који се зван 1 има особину да је n1 = 1n = 0 (где је ово 0 адитивни идентитет прстена). Важни примери су коначна поља.
По дефиницији, 1 је магнитуда, апсолутна вредност или норма јединичног комплексног броја, јединичног вектора и јединичне матрице (чешће се назива матрица идентитета). Треба имати на уму да се термин матрица јединица понекад користи да значи нешто сасвим друго.
По дефиницији, 1 је вероватноћа догађаја за који је апсолутно или скоро сигурно да ће се догодити.
У теорији категорија, 1 се понекад користи за означавање крајњег објекта категорије.
У теорији бројева, 1 је вредност Лежандрове константе, коју је 1808. године увео Адријен-Мари Лежандр у изражавању асимптотичког понашања функције бројања простих бројева. Првобитно се претпостављало да је Лежандрова константа приближно 1,08366, али је доказано да је једнака тачно један 1899. године.

### Својства
Бројање се често назива „основом 1“, пошто је потребна само једна ознака – сам зброј. Ово се формалније назива унарним нумеричким системом. За разлику од базе 2 или базе 10, ово није позициона нотација.
Пошто је експоненцијална функција базе 1 (1x) увек једнака 1, њена инверзна функција не постоји (која би се звала логаритам базе 1 да постоји).
Постоје два начина да се прави број 1 запише као понављајућа децимала: као 1,000... и као 0,999.... 1 је први фигуративни број сваке врсте, као што су троугаони број, петоугаони број и хексагонални број са средиштем, итд.
У многим математичким и инжењерским проблемима, нумеричке вредности се обично нормализују тако да спадају у јединични интервал од 0 до 1, где 1 обично представља максималну могућу вредност у опсегу параметара. Исто тако, вектори се често нормализују у јединичне векторе (тј. вектори величине један), јер они често имају пожељнија својства. Функције се такође често нормализују под условом да имају интегралну јединицу, максималну вредност један или квадратни интеграл, у зависности од примене.
Због мултипликативног идентитета, ако је f(x) мултипликативна функција, онда f(1) мора бити једнако 1.
Такође је први и други број у Фибоначијевом низу (0 је нулти) и први је број у многим другим математичким низовима.
Дефиниција поља захтева да 1 не сме бити једнако 0. Дакле, нема поља карактеристике 1. Ипак, апстрактна алгебра може да разматра поље са једним елементом, који није синглетон и уопште није скуп.
1 је најчешћа водећа цифра у многим скуповима података, последица Бенфордовог закона.
1 је једини познати Тамагавин број за једноставно повезану алгебарску групу преко бројевног поља.
Генеришућа функција која има све коефицијенте 1 је дата са
{\displaystyle {\frac {1}{1-x}}=1+x+x^{2}+x^{3}+\ldots }
Ова степенска серија конвергира и има коначну вредност ако и само ако {\displaystyle |x|<1}.

### Табела основних прорачуна
| Множење | 1 | 2 | 3 | 4 | 5 | 6 | 7 | 8 | 9 | 10 |  | 11 | 12 | 13 | 14 | 15 | 16 | 17 | 18 | 19 | 20 |  | 21 | 22 | 23 | 24 | 25 |  | 50 | 100 | 1000 |
| ------- | - | - | - | - | - | - | - | - | - | -- |  | -- | -- | -- | -- | -- | -- | -- | -- | -- | -- |  | -- | -- | -- | -- | -- |  | -- | --- | ---- |
| 1 × x   | 1 | 2 | 3 | 4 | 5 | 6 | 7 | 8 | 9 | 10 |  | 11 | 12 | 13 | 14 | 15 | 16 | 17 | 18 | 19 | 20 |  | 21 | 22 | 23 | 24 | 25 |  | 50 | 100 | 1000 |

| Дељење | 1 | 2   | 3   | 4    | 5   | 6    | 7        | 8     | 9   | 10  |  | 11   | 12    | 13       | 14        | 15   |
| ------ | - | --- | --- | ---- | --- | ---- | -------- | ----- | --- | --- |  | ---- | ----- | -------- | --------- | ---- |
| 1 ÷ x  | 1 | 0.5 | 0.3 | 0.25 | 0.2 | 0.16 | 0.142857 | 0.125 | 0.1 | 0.1 |  | 0.09 | 0.083 | 0.076923 | 0.0714285 | 0.06 |
| x ÷ 1  | 1 | 2   | 3   | 4    | 5   | 6    | 7        | 8     | 9   | 10  |  | 11   | 12    | 13       | 14        | 15   |

| Експоненцијација | 1 | 2 | 3 | 4 | 5 | 6 | 7 | 8 | 9 | 10 |  | 11 | 12 | 13 | 14 | 15 | 16 | 17 | 18 | 19 | 20 |
| ---------------- | - | - | - | - | - | - | - | - | - | -- |  | -- | -- | -- | -- | -- | -- | -- | -- | -- | -- |
| 1x               | 1 | 1 | 1 | 1 | 1 | 1 | 1 | 1 | 1 | 1  |  | 1  | 1  | 1  | 1  | 1  | 1  | 1  | 1  | 1  | 1  |
| x1               | 1 | 2 | 3 | 4 | 5 | 6 | 7 | 8 | 9 | 10 |  | 11 | 12 | 13 | 14 | 15 | 16 | 17 | 18 | 19 | 20 |

## У технологији
- Идентификациони код смоле који се користи у рециклажи за идентификацију полиетилен терефталата.[12]
- ITU код земље за област Северноамеричког плана нумерације, који укључује Сједињене Државе, Канаду и делове Кариба.
- Бинарни код је низ од 1 и 0 који се користи у рачунарима за представљање било које врсте података.
- У многим физичким уређајима, 1 представља вредност за „укључено“, што значи да струја тече.[13][14]
- Нумеричка вредност за истинито у многим програмским језицима.
- 1 је ASCII код „Почетак заглавља”.

## У хемији
Један је редни број и атомски број хемијског елемента водоника.

## У филозофији
У Плотиновој филозофији (и филозофији других неоплатониста), Једно је крајња стварност и извор целокупног постојања. Филон Александријски (20. п. н. е. – 50. године) сматрао је да је број један Божји број и основа за све бројеве („De Allegoriis Legum“, ii.12 [i.66]).
Неопитагорејски филозоф Никомах из Герасе је потврдио да један није број, већ извор броја. Такође је веровао да је број два оличење порекла другости. Његову теорију бројева обновио је Боеције у свом латинском преводу Никомахове расправе Увод у аритметику.